# Сельское поселение Терекское
Се́льское поселе́ние Те́рекское — муниципальное образование в составе Терского района республики Кабардино-Балкария.
Административный центр — село Терекское.

## География
Муниципальное образование расположено в северной части Терского района, на правом берегу реки Терек. В состав сельского поселения входят два населённых пункта.
Площадь территории сельского поселения составляет — 44,22 км2. Основную часть площади занимают пашни и сельскохозяйственные угодья.
Граничит с землями муниципальных образований: Хамидие на востоке, Ново-Хамидие на юго-востоке, Урожайное на западе, а также с землями Моздокского района Северной Осетии на северо-востоке.
Сельское поселение расположено на наклонной Кабардинской равнине, в переходной от предгорной в равнинную, зоне республики. Средние высоты составляют 172 метра над уровнем моря. Рельеф местности представляют собой в основном предгорную волнистую равнину. На севере вдоль долины реки Терек тянутся малые возвышенности. На юге возвышаются северные склоны Арикского хребта.
Гидрографическая сеть представлено рекой Терек, а также главной артерией Малокабардинского канала и одним из его ответвлений — Куян. Местность богата родниковыми источниками.
Климат влажный умеренный с тёплым летом и прохладной зимой. Среднегодовая температура воздуха составляет около +10,5°С, и колеблется от средних +23,2°С в июле, до средних -2,5°С в январе. Минимальные температуры зимой редко отпускаются ниже -10°С, летом максимальные температуры превышают +35°С. Среднегодовое количество осадков составляет около 600 мм. Основная часть осадков выпадает в период с апреля по июнь. Основные ветры — северные и северо-западные. В конце лета возможны засухи, вызванные воздействием воздушных течений исходящими из Прикаспийской низменности.

## История
Сельский народный совет при селе Болатово было основано в 1920 году.
В 1949 году на территории Терекского сельсовета был основан новый посёлок — Малый Терек.
В 1992 году Терекский сельсовет реорганизован и преобразован в Терекскую сельскую администрацию.
Муниципальное образование Терекское наделено статусом сельского поселения Законом Кабардино-Балкарской Республики от 27.02.2005 №13-РЗ «О статусе и границах муниципальных образований в Кабардино-Балкарской Республике».
В 2013 году из-за аварийного состояния жилых домов, население посёлка Малый Терек переселено в село Терекское. А сам населённый пункт решено упразднить.

## Население
| 2002  | 2010  | 2012  | 2013  | 2014  | 2015  | 2016  |
| ----- | ----- | ----- | ----- | ----- | ----- | ----- |
| 2198  | ↘2079 | ↘2073 | ↘2055 | ↘2028 | ↘2009 | ↗2017 |
| 2017  | 2018  | 2019  | 2020  | 2021  | 2023  | 2024  |
| ↗2034 | ↘2020 | ↘2018 | ↘2016 | ↗2198 | ↗2204 | ↘2199 |
| 2025  |       |       |       |       |       |       |
| ↘2197 |       |       |       |       |       |       |

Процент от населения района — 4.1 %.
Плотность — 49.68 чел./км2.

### Национальный состав
По данным Всероссийской переписи населения 2010 года:
| Народ      | Численность, чел. | Доля от всего населения, % |
| ---------- | ----------------- | -------------------------- |
| кабардинцы | 2 067             | 99,4 %                     |
| другие     | 12                | 0,6 %                      |
| всего      | 2 079             | 100 %                      |

## Состав поселения
| № | Населённый пункт | Тип населённого пункта       | Население | Доля от населения (%) |
| - | ---------------- | ---------------------------- | --------- | --------------------- |
| 1 | Малый Терек      | село                         | ↘12       | 2,5 %                 |
| 2 | Терекское        | село, административный центр | ↗2186     | 97,5 %                |

## Местное самоуправление
Администрация сельского поселения Терекское — село Терекское, ул. Блаева, №1.
Структуру органов местного самоуправления сельского поселения составляют:
- Глава администрации сельского поселения — Ханиев Заурбек Суханбекович.
- Администрация сельского поселения Терекское — состоит из 7 человек.
- Председатель совета местного самоуправления — Кабардов Олег Михайлович.
- Совет местного самоуправления сельского поселения Терекское — состоит из 12 депутатов.

## Экономика
Основу экономики села составляет сельское хозяйство. Наибольшее развитие получили выращивание сельскохозяйственных технических культур. Развивается сфера животноводства.

## Транспорт
Всего на территории сельского поселения дороги с общей протяжённостью в 32 км, в том числе с асфальтовым покрытием – 2,5 км, с гравийным покрытием – 29,5 км.
Мостов на территории поселения — 2. Оба являются автомобильными.